# Гураль Віктор Мирославович
Віктор Мирославович Гураль ( 26 червня 1962, Пилипи, Станіславська область) — радянський та український легкоатлет, фахівець із бігу на довгі дистанції, кросу та марафону. Виступав у 1980-х та 1990-х роках, володар бронзової медалі Всесвітньої Універсіади, багаторазовий переможець першостей всесоюзного та республіканського значення, призер низки великих міжнародних стартів на шосе. Представляв Львів та спортивне товариство «Буревісник». Майстер спорту СРСР міжнародного класу (1985). Викладач фізкультури НЛТУ України.

## Біографія
Віктор Гураль народився 26 червня 1962 року в селі Пилипи Івано-Франківської області Української РСР. Закінчив вісім класів місцевої середньої школи (1977) та Коломийський технікум механічної обробки деревини (1981). У 1981—1983 роках проходив службу у Збройних силах.
Займався легкою атлетикою у Львові, виступав за добровільне спортивне товариство «Буревісник». Закінчив Львівський лісотехнічний інститут за спеціальністю «Інженер лісового господарства» (1990).
Вперше заявив про себе на всесоюзному рівні в сезоні 1985 року, коли на чемпіонаті СРСР з марафону в Могильові з результатом 2:19:06 посів підсумкове 37-ме місце. За підсумками сезону удостоєний почесного звання Майстер спорту СРСР міжнародного класу".
1986 року показав 19-й результат на марафоні у Вільнюсі (2:19:38).
У 1987 році на чемпіонаті СРСР з бігу на 30 км по шосе, що пройшов у рамках XXXVII пробігу на призи газети «Труд», перевершив усіх суперників і завоював золоту нагороду, при цьому показав найкращий результат за всю історію цих змагань — 1:30.03. Бувши студентом, представляв Радянський Союз на Всесвітній Універсіаді в Загребі — у бігу на 10 000 метрів з особистим рекордом 30:03.55 фінішував шостим, тоді як у програмі марафону показав час 2:27:01 та став бронзовим призером.
У 1988 році з особистим рекордом 2:14:40 посів 12-те місце на марафоні в Ужгороді, пізніше перевершив усіх суперників на чемпіонаті СРСР з бігу на 15 км по шосе в Курську.
У 1989 році став п'ятим на марафоні в Лонг-Біч і шостим у марафоні на Всесвітній Універсіаді в Дуйсбурзі, був найкращим на чемпіонаті СРСР з бігу на 15 км по шосе в Могильові. На завершення сезону посів 22-ме місце на Фукуокському марафоні.
У 1990 році переміг на чемпіонаті СРСР з бігу на 15 км по шосе в Калузі, ставши таким чином чотириразовим чемпіоном країни в цій дисципліні.
У 1991 році виграв бронзову медаль на чемпіонаті СРСР з кросу в Кисловодську, посів 168-ме місце на чемпіонаті світу з кросу в Антверпені. Крім цього, переміг на півмарафоні у Стамбулі, з особистим рекордом 1:02:43 фінішував шостим на півмарафоні у Реміху.
1992 року з результатом 1:04:59 став п'ятим на півмарафоні в Стамбулі.
В 1993 показав 39-й результат на Паризькому марафоні, п'ятий результат на марафоні в Кані.
1994 року став срібним призером на марафоні в Пюто.
У 1995 році закрив десятку найсильніших Марракешського марафону, здобув перемогу на Енсхедському марафоні.
На Енсхедському марафоні 1997 року прийшов до фінішу четвертим.
У 1998 році був дев'ятим на Гаазькому марафоні, другим у 15-кілометровому пробігу в Берні-Рів'єр.
2004 року закінчив Львівський державний інститут фізичної культури за спеціальністю «тренер-викладач з олімпійських та професійних видів спорту», а у 2011 році магістратуру Львівського національного університету.
Обіймав посаду голови правління львівського спортивного клубу «Лісотехнік», старший викладач Національного лісотехнічного університету України.